# Eisenzeithof Ullandhaug
Der Eisenzeithof Ullandhaug (norwegisch Jernaldergården på Ullandhaug) ist eine Hofanlage bei Stavanger in Rogaland in Norwegen mit Langhäusern aus der nordischen Eisenzeit (etwa 350–550 n. Chr.). Große Wohnstallhäuser, wie sie auch sonst vorkommen, erfahren im atlantischen Nordeuropa, zunächst in Norwegen, später auch auf Island und Grönland lokale Ausformungen. 
An einem zum Fjord abfallenden Südhang des Ullandhaug stehen drei Häuser an jener Stelle, an der sie in den Jahren 1967 und 1968 unter Leitung von Bjern Myhre ausgegraben wurden. Ihre flache, überwucherte Wälle bildenden Überreste sind im Gelände deutlich sichtbar. Drei Langhäuser, zwei mit etwa 35 m und eines von 45 m, umgaben einen Hof, dessen offene Seite zum Fjord hin durch eine niedrige Mauer begrenzt war. Bei der Ausgrabung konnten über die Konstruktion der Häuser Fakten gewonnen werden, die den Verantwortlichen ausreichend erschienen, eine Rekonstruktion zu riskieren. 

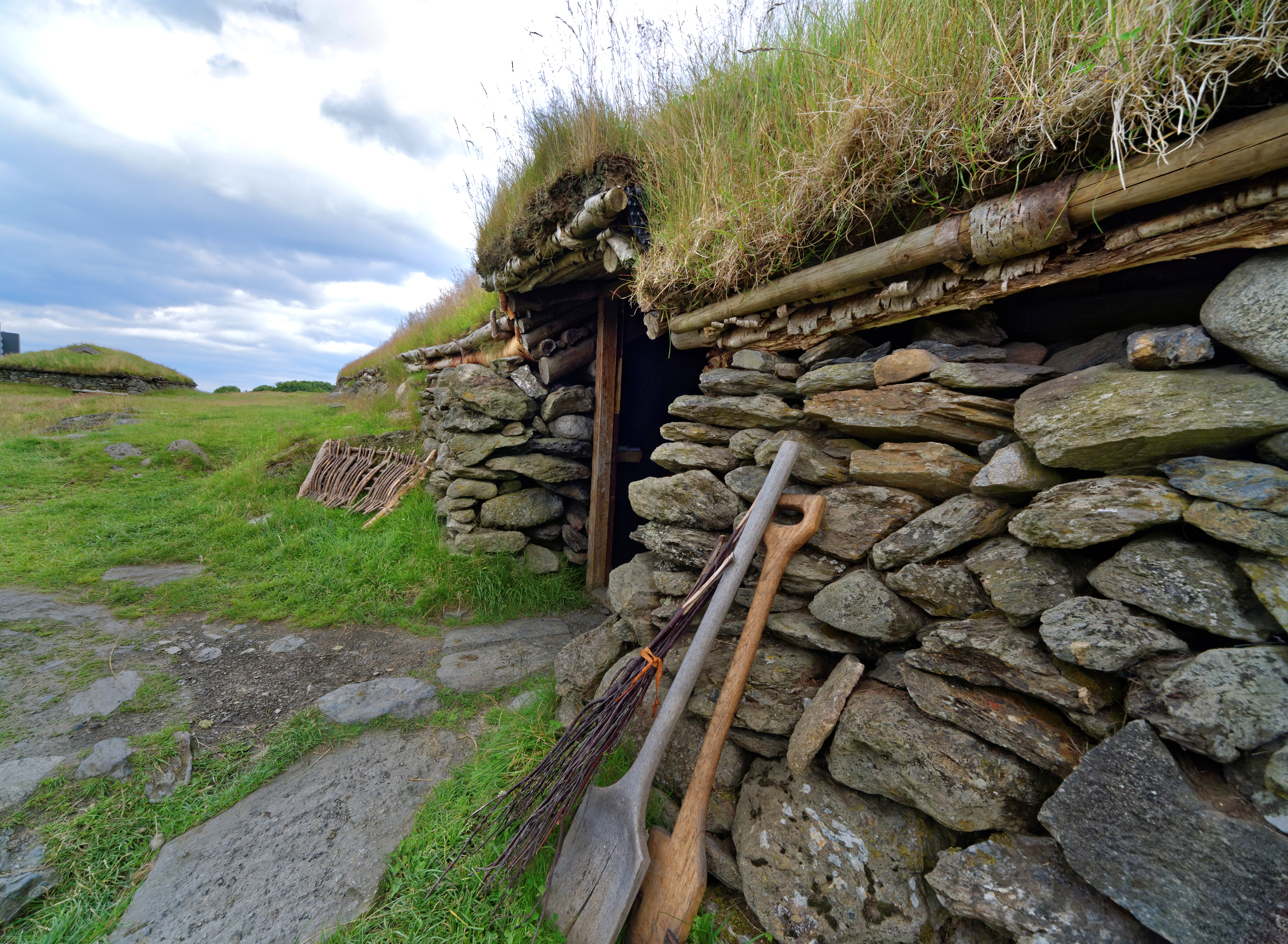
Häuser von Ullandhaug

## Fundlage und Rekonstruktion

### Außenwand
Nach dem Abräumen verstürzter Steine kamen die in ihrer Ursprungslage verbliebenen untersten Steinlagen der Außenmauer zutage, an denen man den Aufbau der etwa einen Meter dicken Mauer in Zweischalentechnik erkennen konnte. Zwischen Schalen aus größeren und kleineren Steinen lag eine Füllung aus unterschiedlich großen Steinen. Die ursprüngliche Höhe der Mauern war feststellbar, indem man alle Steine – zunächst zeichnerisch, später tatsächlich – wieder einbaute. Das Ergebnis war eine Höhe von etwa 1,5 m.

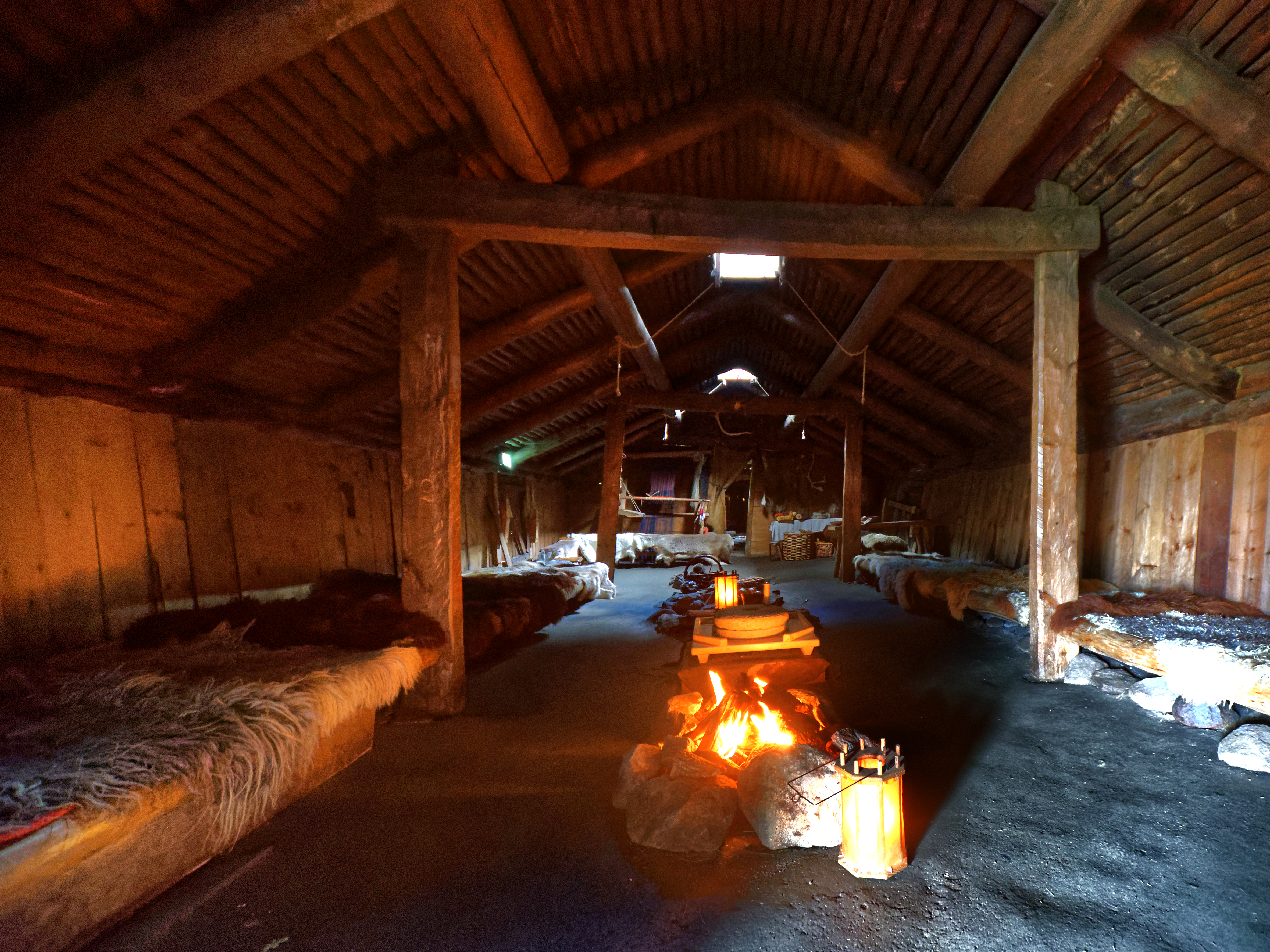
Innenansicht des Haupthauses

### Innenwände
Diese starke Mauer hatte aber nicht die Aufgabe, das Dach zu tragen, was bei einer Innenbreite zwischen 4,5 und 5,5 m möglich wäre. Diese Aufgabe oblag zwei Reihen von Innenpfosten, die den schmalen Raum in dreischiffig gliederten. Außer den Pfostengruben gab es Indizien für eine weitere Holzkonstruktion. Ein Gräbchen vor der inneren Mauer mit Verkeilsteinen darin weist darauf, dass der Innenraum durch eine Wand aus senkrechten Bohlen begrenzt war. Sie dürfte stark genug gewesen sein, um die restliche Dachlast aufzunehmen. Zu dieser Vermutung berechtigen auch anderweitige Grabungsbefunde, an denen die tragende Funktion von Palisadenwänden ersichtlich ist, beispielsweise eisenzeitliche Bootshäuser (Naust) an der norwegischen Küste.

### Dachgerüst
Für das dachtragende Innengerüst hat man eine Konstruktion gewählt, bei der zwei Ständer mit einem Querbalken verbunden wurden und zusammen mit dem aufgelegten Dachsparrenpaar ein "Gebinde" bilden. Die Gebinde wurden durch Längsbalken verbunden. Es gibt in Norwegen eine alte Gebindebautradition (grindbygg), die bis in die Neuzeit führt. Da ist es naheliegend, dass diese Tradition in die Völkerwanderungszeit und vielleicht noch weiter zurückreicht. 
Bei der Rekonstruktion des Daches halfen zwei archäologische Beobachtungen. Aus dem Fehlen der Innenständer an den Enden konnte man schließen, dass Sparrenpaare und Dachfirst vorher enden. Demnach kann es sich nicht um ein Dach mit steilen Giebelwänden, sondern nur um ein Dach mit einem Vollwalm an beiden Enden handeln.

### Bedeckung
Wie steil ein Dach ausgelegt wird, hängt davon ab, womit es gedeckt ist. Hier halfen gefundene Reste verbrannter Birkenrinde weiter. Birkenrinde (Never) ist ein Baumaterial für Torf- oder Sodendächer. In mehreren Schichten auf eine hölzerne Dachhaut aus Brettern aufgebracht, ist es für die Abdichtung entscheidend. Die Sodenpackung wird auf die Birkenrinde gelegt. Sodendächer sind meist etwa 25 Grad geneigt.

## Nutzung
An keinem anderen Ort in Norwegen wurden Gebäude auf den ursprünglichen Hausgrundrissen rekonstruiert. Ihre Feuerstellen sind erhalten und werden immer noch verwendet. Hier werden Handwerkstechniken und archäologische Forschungsmethoden vorgeführt. Die Anlage kann auch für geschlossene Gesellschaften gemietet werden. Das Ausgrabungsfeld umfasst außerdem einen Grabhügel aus der Bronzezeit und zahlreiche Gräber aus der älteren und jüngeren Eisenzeit. 